# Rosenbergiella
Genre
Rosenbergiella est un genre de bacilles Gram négatifs (BGN) de la famille des Enterobacteriaceae proche du genre Phaseolibacter. Son nom fait référence au microbiologiste Eugène Rosenberg en hommage à ses travaux consacrés à l'écologie microbienne.

## Taxonomie
Ce genre est créé en 2013 pour recevoir une espèce bactérienne isolée du nectar de deux plantes à fleurs.
Jusqu'en 2016 il était rattaché par des critères phénotypiques à la famille des Enterobacteriaceae. Malgré la refonte de l'ordre des Enterobacterales par Adeolu et al. en 2016 à l'aide des techniques de phylogénétique moléculaire, Rosenbergiella reste dans la famille des Enterobacteriaceae dont le périmètre redéfini compte néanmoins beaucoup moins de genres qu'auparavant.

## Liste d'espèces
Selon la LPSN (3 novembre 2022) :
- Rosenbergiella australiborealis corrig. Lenaerts et al. 2017
- Rosenbergiella collisarenosi Lenaerts et al. 2017
- Rosenbergiella epipactidis Lenaerts et al. 2017
- Rosenbergiella nectarea Halpern et al. 2013 – espèce type